# Bertea
Bertea es una comuna ubicada en el distrito de Prahova, Rumania.

## Superficie
Posee una superficie de 52,32 kilómetros cuadrados.

## Demografía
Hasta 2021 la población era de 2701 habitantes, con una densidad de población de 51,62 habitantes por kilómetro cuadrado.